# 西村望
西村 望（にしむら ぼう、1926年（大正15年）1月10日 - 2022年8月22日）は、日本の小説家。名前の本名での読みは「のぞむ」。
弟は小説家の西村寿行である。

## 来歴
香川県香川郡雌雄島村大字男木（男木島、現・香川県高松市男木町）にて出生。
大連市乙種工業高等学校を卒業後、南満州鉄道で社員として勤務した。多方面でマスコミ関係を活躍、四国の観光ガイドなどの著書を出した後、1978年に『鬼畜』で52歳にして小説家として遅咲きデビューを果たした。1980年『薄化粧』、1981年『丑三つの村』、1988年『刃差しの街』で3度直木賞候補になるも受賞にはならなかったが、『丑三つの村』はヒット作となった。
1986年に『犬死にせしもの』が井筒和幸により映画化された。
また1992年には『火の蛾』を元にした「死んでもいい」が石井隆監督で映画化されている。
当初は現代ものの犯罪小説を書いていたが、のち時代ものも捕物を書くようになった。

## 作品

### 観光ガイド
- 『四国 観光百科』（山と溪谷社（アルパインガイド） 1966年 - ）
- 『山陽・瀬戸内海 列車とマイカー 気まぐれ途中下車』（一水社（かもめ新書） 1967年）
- 『カラー四国』（山と溪谷社（山溪カラーガイド 1968年）
- 『四国遍路 八十八カ所霊場めぐり』（保育社（カラーブックス） 1968年）
- 『四国・小豆島・淡路島』（山と溪谷社（アルパインガイド） 1970年 - ）
- 『霊の国家 二二六事件遺墨集』（編著、日本国憂会 1970年2月）
- 『私の野鳥記』（山と溪谷社・新書 1972年）
- 『瀬戸内海と山陽』（山と溪谷社（山溪カラーガイド） 1972年）

### 小説
- 『鬼畜 阿弥陀仏よや、おいおい』（立風書房 1978年5月  のち徳間文庫）
- 『水の縄』（立風書房 1978年10月  のち徳間文庫）
- 『蜃気楼』（立風書房 1979年5月  のち徳間文庫）
- 『火の蛾』（立風書房 1980年3月  のち徳間文庫）
- 『薄化粧』（立風書房 1980年8月  のち文春文庫、徳間文庫）
- 『丑三つの村』（毎日新聞社 1981年7月  のち徳間文庫）
- 『無宿人の墨縄』（講談社 1981年11月  のち講談社文庫）
- 『誰かが裁く』（トクマ・ノベルズ 1981年10月　のち徳間文庫）
- 『いちろべが憎い』（立風書房 1982年8月  のち徳間文庫）
- 『犬死にせしものの墓碑銘』（トクマ・ノベルズ 1982年9月　のち『犬死にせしもの』に改題、徳間文庫）
- 『消えない焔』（毎日新聞社 1983年11月 のち徳間文庫）
- 『野性との訣れ』（東京ブレインズ 1983年10月  のち徳間文庫）
- 『地鳴りの家』（講談社ノベルス 1983年2月　のち講談社文庫）
- 『風の辻』（講談社 1983年5月 のち『風の墓』に改題、講談社文庫）
- 『潜める蠍』（トクマ・ノベルズ 1983年6月　のち徳間文庫）
- 『幻の指』（立風書房 1984年6月  のち徳間文庫）
- 『もう日は暮れた』（立風書房 1984年10月 のち徳間文庫）
- 『弦のない弓』（徳間書店 1984年1月  のち徳間文庫）
- 『獣よ業火に吼えろ』（広済堂出版（blue books）　1985年3月  のち広済堂文庫）
- 『邪悪の華』（広済堂文庫 1985年7月）
- 『風の墓』（徳間書店 1985年5月  のち徳間文庫）
- 『虫の記』（立風書房 1985年8月  のち徳間文庫）
- 『夜の陽炎』（広済堂文庫 1986年5月）
- 『爪』（毎日新聞社 1986年7月 のち徳間文庫）
- 『幻灯』（徳間書店 1986年8月  のち文庫）
- 『流亡』（サンケイ出版 1987年1月  のち光文社文庫）
- 『柳絮の村』（広済堂出版 1987年7月  のち天山文庫、徳間文庫）
- 『夜の記憶』（広済堂文庫 1987年9月）
- 『西村望の四国遍路の旅』（徳間書店 1987年10月）
- 『風の別れ』（光文社文庫 1988年12月）
- 『死者からの年賀状』（立風ノベルス 1988年9月　のち『供述書』に改題、天山文庫）
- 『闇の風』（天山文庫 1988年11月）
- 『風分けて時次郎』（徳間書店 1988年1月 のち徳間文庫）
- 『奈落の華』（天山文庫 1988年2月）
- 『刃差しの街』（立風書房 1988年4月  のち光文社文庫）
- 『終着駅』（光文社文庫 1988年4月）
- 『遥かなる風煙』（実業之日本社 1988年4月  のち徳間文庫）
- 『火食鳥は飛んだ』（扶桑社 1988年3月　のち『密謀』に改題、光文社文庫）
- 『風よ迷路を吹き抜けよ』（光文社文庫 1988年9月）
- 『砂嵐』（徳間書店 1989年1月  のち徳間文庫）
- 『無人駅』（光文社文庫 1989年9月）
- 『狐の嫁入り』（広済堂文庫 1989年6月）
- 『海の凧』（光文社 1990年4月 のち『密航船』に改題、光文社文庫）
- 『悪行 犯罪ドキュメンタリー・ノベル』（祥伝社（ノン・ポシェット） 1990年2月）
- 『狐火』（徳間書店 1990年7月  のち徳間文庫）
- 『犯』（飯干晃一と共著 天山出版 1990年8月）
- 『標灯』（広済堂出版（blue books） 1990年1月 のち広済堂文庫）
- 『闇の河』（天山文庫 1990年11月　のち『毒牙』に改題、祥伝社（ノン・ポシェット））
- 『最終列車』（光文社文庫 1991年8月）
- 『冬の蛍烏賊』（勁文社 1991年8月  のちケイブンシャ文庫）
- 『夏の虫』（立風書房 1991年2月  のちケイブンシャ文庫）
- 『北に向く風』（広済堂出版（blue books） のち『逃亡』に改題、広済堂文庫）
- 『一椀の水のゆえに 妻敵討ち綺談』（徳間書店 1991年11月  のち『妻敵討ち綺談』に改題、徳間文庫）
- 『蟻地獄 犯罪ドキュメンタリー・ノベル』（祥伝社（ノン・ポシェット） 1992年3月）
- 『煉獄無宿 明治悪党伝』（広済堂出版 1992年5月  のち『風吹き鴉』に改題、広済堂文庫）
- 『密猟船』（光文社文庫 1992年6月）
- 『風待草』（立風書房 1993年7月）
- 『還らぬ鴉 直心影流孤殺剣』（講談社 1993年2月）
- 『目明し文吉』（徳間文庫 1993年9月）
- 『修羅の孤島』（広済堂出版（blue books） 1993年4月）
- 『夜に哭く風』（コスモノベルス 1993年10月）
- 『人斬り新兵衛』（徳間書店 1993年4月  のち徳間文庫）
- 『外道』（祥伝社（ノン・ポシェット） 1993年4月）
- 『壊れた筏』（勁文社ノベルス 1994年10月）
- 『おんな経』（徳間書店 1994年1月 のち『女の電車』に改題、徳間文庫）
- 『事情ありき』（徳間文庫 1994年3月）
- 『鬼行』（祥伝社（ノン・ポシェット） 1994年6月）
- 『元禄十五年の亡霊』（徳間書店 1994年12月 のち『元禄四谷怪談』に改題、徳間文庫）
- 『義士の群れ』（忠臣蔵銘々伝 巻の1、2） （広済堂出版 1995年 - 1997年　のち広済堂文庫）
- 『猟色』（祥伝社（ノン・ポシェット） 1995年3月）
- 『黄泉の国は比良坂まで （徳間文庫 1995年9月）
- 『悪食』（祥伝社（ノン・ポシェット） 1995年7月）
- 『裏稼ぎ 莨屋文蔵御用帳』（光文社文庫 1996年11月）
  - 『後家鞘 莨屋文蔵御用帳』（光文社文庫 1997年8月）
  - 『贋妻敵 莨屋文蔵御用帳』（光文社文庫 1999年1月）
  - 『蜥蜴市 莨屋文蔵御用帳』（光文社文庫 2001年6月）
  - 『茶立虫 莨屋文蔵御用帳』（光文社文庫 2002年11月）
- 『魔戯』（祥伝社（ノン・ポシェット） 1996年12月）
- 『性悪』（祥伝社（ノン・ポシェット） 1996年2月）
- 『御用銀隠密』（徳間書店 1996年1月 のち『隠密鴉』に改題、徳間文庫）
- 『永らうべきや』（徳間文庫 1997年9月）
- 『崖っぷち』（祥伝社（ノン・ポシェット） 1998年6月）
- 『密通不義 江戸犯姦録』（祥伝社文庫 1999年9月）
- 『姦にて候 妻敵討ち綺談』（徳間文庫 1999年10月）
- 『溺色』（徳間文庫 2000年6月）
- 『血戦! 遺恨・鍵屋ノ辻』（徳間文庫 2000年9月）
- 『姦計』（祥伝社文庫 2000年3月）
- 『八州廻り御用録』（祥伝社文庫 2001年3月）
- 『草の根分けても』（徳間文庫 2002年10月）
- 『風の宿 川ばた同心御用扣』（光文社文庫 2003年4月）
  - 『置いてけ堀 川ばた同心御用扣 2』（光文社文庫 2004年9月）
  - 『左文字の馬 川ばた同心御用扣 3』（光文社文庫 2005年4月）
  - 『梟の宿 川ばた同心御用扣 4』（光文社文庫 2006年1月）
  - 『江戸の黒椿 川ばた同心御用扣 5』（光文社文庫 2008年1月）
  - 『唐人笛 川ばた同心御用扣 6』（光文社文庫 2009年12月）
  - 『辻の宿 川ばた同心御用扣 7』光文社文庫　2011
- 『逃げた以蔵』（祥伝社文庫 2003年4月）
- 『風の大菩薩峠 文政わけあり道中』（学研M文庫 2003年9月）